# Aramis (Etiopia)
Aramis è un villaggio ed un sito archeologico situato in Etiopia nord-orientale, in cui sono stati rinvenuti resti di australopithecus e ardipithecus (ardipithecus ramidus).

## Descrizione
Il villaggio si trova nella zona amministrativa 3 della regione degli Afar, e fa parte della woreda di Gewane.
L'Agenzia Centrale di Statistica dell'Etiopia non cita questo villaggio nel censimento del 2005.

## Sito archeologico
Gli archeologi includono il sito nei pressi del villaggio all'interno della regione del Medio Awash. Studi tafonomici e palinologici hanno permesso di scoprire prove di una ricca fauna e flora fossili, tra cui semi di canthium, una pianta presente soprattutto nelle foreste africane. Inoltre, fossili di media dimensione di 
Additionally, fossil medium-sized scimmie colobine e kuda fanno ipotizzare che nella preistoria Aramis fosse umido, chiuso e ricco di alberi, mentre oggi è posto in una delle regioni più asciutte, calde ed inabitabili del mondo.
Tra il 1992 e il 1993 una squadra di ricercatori guidata da Tim White trovò ad Aramis 17 campioni di ominidi fossili. Questi fossili furono datati a 4,4 milioni di anni fa, 500 000 anni prima del più antico fossile afarensis mai trovato in Africa orientale. In seguito l'ominide, noto come Ardi, fu  classificato come appartenente alla specie Ardipithecus ramidus.